# Formoterolo fumarato
Il formoterolo è un agonista β2 selettivo di lunga durata d'azione (fino a 12 ore). Salificato con l'acido fumarico costituisce il principio attivo di numerosi farmaci con indicazione specifica contro alcune malattie ostruttive respiratorie di tipo reversibile. Il formoterolo è un farmaco utilizzato per prevenire e trattare l'asma, la broncopneumopatia cronica ostruttiva (BPCO) e le malattie nelle quali si ha costrizione dei bronchi causata da esposizione al freddo, da sostanze che provocano allergia o da sforzo. Viene di solito somministrato sotto forma di spray PMDI o di polvere da inalare DPI. Viene commercializzato anche in combinazione con altri broncodilatatori oppure in associazione ad antinfiammatori di tipo corticosteroideo.
In Italia il farmaco è venduto dalla società farmaceutica Sigma-tau con il nome commerciale di Eolus nella formulazione farmaceutica di soluzione pressurizzata per inalazione, nonché da altre società come medicinale equivalente.

## Farmacodinamica
Formoterolo agisce come un agonista estremamente potente e selettivo dei recettori β2-adrenergici. Il farmaco presenta un inizio d'azione molto rapido (variabile da 1 a 3 minuti) ed un effetto broncodilatatore che si prolunga fino a 12 ore dall'assunzione.
L'effetto broncodilatatore risulta particolarmente evidente nei soggetti con broncopneumopatia cronica ostruttiva reversibile. Negli studi sperimentali la molecola ha evidenziato anche proprietà antinfiammatorie e azione di inibizione della liberazione di istamina e di leucotrieni da parte delle mastcellulule polmonari umane.

## Farmacocinetica
Una volta assunto per via inalatoria formoterolo viene assorbito in misura ridotta attraverso gli alveoli polmonari, mentre in misura maggiore viene deglutito e quindi assorbito dal tratto gastroenterico. Quando assunto per via orale la concentrazione plasmatica massima (Cmax) viene raggiunta entro 1 ora dalla somministrazione. Formoterolo si lega alle proteine plasmatiche in misura del 61-64%, per il 34% circa legandosi all'albumina.
Nell'organismo il farmaco viene metabolizzato, principalmente a livello epatico, tramite O-demetilazione e tramite reazioni di glucuronazione.
L'emivita di eliminazione terminale è di circa 10 ore. Il 67% della dose assunta è escreta per via renale, principalmente sotto forma di metaboliti, e la rimanente quantità nelle feci.

## Usi clinici
Formoterolo viene utilizzato nella prevenzione e nel trattamento del broncospasmo in pazienti affetti da broncopneumopatie ostruttive, come ad esempio l'asma bronchiale e la bronchite cronica, associate o meno ad enfisema. Trova inoltre indicazione nel caso di broncospasmo da attività fisica o da sforzo, da freddo, oppure causato da allergeni.

## Effetti collaterali ed indesiderati
| Tipi di reazioni                      | Occasionali                                 | Rare                                                    | Molto rare                                                                               |
| ------------------------------------- | ------------------------------------------- | ------------------------------------------------------- | ---------------------------------------------------------------------------------------- |
| Sistema muscolo scheletrico           |                                             | - Crampi muscolari - Mialgia                            |                                                                                          |
| Apparato cardiovascolare              | - Palpitazioni                              | - Tachicardia                                           |                                                                                          |
| Sistema Nervoso Centrale e Periferico | - Tremori - Cefalea                         | - Agitazione - Capogiri - Ansia - Nervosismo - Insonnia |                                                                                          |
| Apparato Respiratorio                 | - Esacerbazioni dell'asma - Dispnea - Tosse | - Broncospasmo paradosso                                |                                                                                          |
| Irritazione locale                    |                                             | - Irritazione del cavo orofaringeo                      |                                                                                          |
| Altre reazioni                        | - Stanchezza                                |                                                         | - Prurito - Irritazione congiuntivale - Edema palpebrale - Disgeusia - Esantema - Nausea |

Anche in corso di trattamento con formoterolo, così come per altri β2-agonisti, si può assistere al fenomeno chiamato broncospasmo paradosso, cioè ad una reazione totalmente contraria ed opposta a quella normalmente indotta da un broncodilatatore. In caso si verifichi tale evento la terapia deve cessare immediatamente.

## Controindicazioni
Il farmaco è controindicato nei soggetti con ipersensibilità nota al principio attivo oppure ad uno qualsiasi degli eccipienti utilizzati nella formulazione farmaceutica. È inoltre controindicato nei pazienti affetti da tachiaritmia, blocco atrioventricolare di terzo grado, stenosi subaortica ipertrofica idiopatica, cardiomiopatia ipertrofica ostruttiva, sindrome del QT lungo, grave ipertiroidismo.
Non deve essere assunto da bambini con meno di sei anni di età.

## Dosi terapeutiche
Per i bambini con più di 6 anni di età, gli adulti ed i pazienti anziani la terapia di mantenimento e profilassi prescritta, per via inalatoria, è pari ad 1-2 spruzzi da 12 microgrammi (12-24 mcg) due volte al giorno. In situazioni assolutamente occasionali possono essere assunti durante il giorno, per ottenere un sollievo sintomatico,  1-2 spruzzi aggiuntivi oltre a quelli consigliati per la terapia di mantenimento.

Nella profilassi del broncospasmo da attività fisica oppure prima di una possibile esposizione ad un allergene noto, possono essere inalati 1-2 spruzzi da 12 mcg, con almeno un quarto d'ora di anticipo.

## Interazioni
- Chinidina, diisopiramide, procainamide, fenotiazine, antistaminici e antidepressivi triciclici: poiché formoterolo può indurre un aumento dell'intervallo QT, con rischio di gravi aritmie ventricolari (ad esempio torsione di punta), la contemporanea somministrazione con questi farmaci è controindicata.
- β-bloccanti: non dovrebbe essere somministrati (anche nelle formulazioni topiche, inclusi i colliri) contemporaneamente a formoterolo, se non in caso di effettiva necessità, per la possibilitàdi diminuirne o antagonizzarne l'effetto.
- Inibitori delle MAO o antidepressivi triciclici: la co-somministrazione deve essere effettuata con cautela, poiché potrebbero potenziare l'azione di formoterolo sul sistema cardiovascolare.
- Anestetici alogenati: la somministrazione di formoterolo deve essere sospesa 12 ore prima dell'anestesia con anestetici alogenati per il rischio di aritmie cardiache.
- Etanolo: alcune specialità medicinali a base di formoterolo contengono etanolo fra gli eccipienti. La presenza di etanolo potrebbe interferire (rischio teorico) con il disulfiram e il metronidazolo in pazienti particolarmente sensibili.
- Derivati xantinici, corticosteroidi o diuretici: la co-somministrazione può potenziare l'azione ipokaliemizzante che formoterolo condivide con altri β2-stimolanti. I farmaci beta2-agonisti infatti possono provocare, potenzialmente, un abbassamento significativo dei livelli di potassio nel sangue (ipokaliemia, concentrazione di potassio nel sangue inferiore a 3,5 mmoli/L). Questo effetto è causato dal passaggio del potassio dal comparto extracellulare a quello intracellulare con conseguente ridotta velocità di escrezione renale dello ione ed è accentuato da situazioni di ipossia[2].

## Gravidanza e allattamento
Il profilo di sicurezza di formoterolo durante la gravidanza e l'allattamento non è ancora stato adeguatamente stabilito. Il farmaco in studi in vivo è risultato teratogeno.
La Food and Drug Administration (FDA) ha inserito il formoterolo in classe C per l'uso in gravidanza. In questa classe sono inseriti i farmaci privi di studi controllati sulle donne ma i cui studi sugli animali hanno rilevato effetti dannosi sul feto (teratogenico, letale o altro), oppure i farmaci per i quali non sono disponibili studi né sull'uomo né sull'animale.
L'uso di questa tipologia di farmaci in gravidanza dovrebbe essere perciò evitato per quanto possibile, ad eccezione di casi selezionati nei quali il beneficio atteso giustifica il potenziale rischio per il feto.
Formoterolo come altri farmaci ß2-agonisti può indurre un effetto di rilassamento sulla muscolatura liscia uterina e quindi inibire il travaglio a causa della inibizione delle contrazioni.
Non è noto se formoterolo venga escreto nel latte materno. Tuttavia studi sperimentali sugli animali hanno messo in evidenza che la molecola può essere ritrovata nel latte delle ratte trattate.
Il farmaco precauzionalmente non deve essere utilizzato da donne che allattano al seno.

## Sovradosaggio
In caso di sovradosaggio da formoterolo si possono verificare sintomi tipici dei β2-stimolanti: nausea, vomito, cefalea, tremori, sonnolenza, palpitazioni, tachicardia, aritmia ventricolare, ipertensione arteriosa, acidosi metabolica, ipokaliemia, iperglicemia.

## Avvertenze
Corticosteroidi (budesonide, beclometasone, mometasone): quando il formoterolo è somministrato in associazione a budesonide, beclometasone o mometasone, deve essere preso in considerazioni anche il profilo farmacologico del corticosteroide, cioè devono essere considerate anche controindicazioni, avvertenze, interazioni farmacologiche, effetti collaterali e tossicità della budesonide, del beclometasone e del mometasone. L'associazione del formoterolo con budesonide, beclometasone o mometasone non è indicata nel trattamento iniziale dell'asma bronchiale. L'associazione del formoterolo con il corticosteroide per via inalatoria è indicato nel trattamento di mantenimento dell'asma; una volta raggiunto il controllo della malattia, il formoterolo deve essere sospeso e la cura dell'asma deve continuare con il corticosteroide per inalazione. Nel trattamento della BPCO, l'associazione formoterolo più budesonide è indicata nelle forme moderate-gravi (FEV1 < 50% dell'atteso) caratterizzate da frequenti riacutizzazioni
Terapia di mantenimento dell'asma: il formoterolo è indicato nel trattamento dell'asma in associazione ai corticosteroidi per via inalatoria. Il formoterolo non deve essere somministrato in monoterapia. La somministrazione in monoterapia dei farmaci beta2-agonisti a lunga durata d'azione (LABA), come il formoterolo, è stata associata ad un aumento del rischio composito di morte correlata all'asma, intubazione e ospedalizzazione; tale rischio è risultato particolarmente elevato nei bambini di età compresa fra 4 e 11 anni. L'associazione di formoterolo alla terapia corticosteroidea inalatoria nei pazienti che non controllano l'asma con basse dosi di corticosteroide migliora la funzione polmonare e riduce le esacerbazioni della malattia e il ricorso ai beta2-agonisti a breve durata d'azione (farmaci “al bisogno“).
Lattosio: alcune specialità contenenti formoterolo più budesonide contengono lattosio. La quantità di lattosio erogata per singola inalazione (meno di 1 mg/inalazione) è in genere tollerata nei pazienti che presentano intolleranza al lattosio (la quantità di lattosio tollerata è soggettiva e può variare nel tempo: dosi singole fino a 5-10 g di lattosio sono tollerate).